# Гогель, Григорий Фёдорович

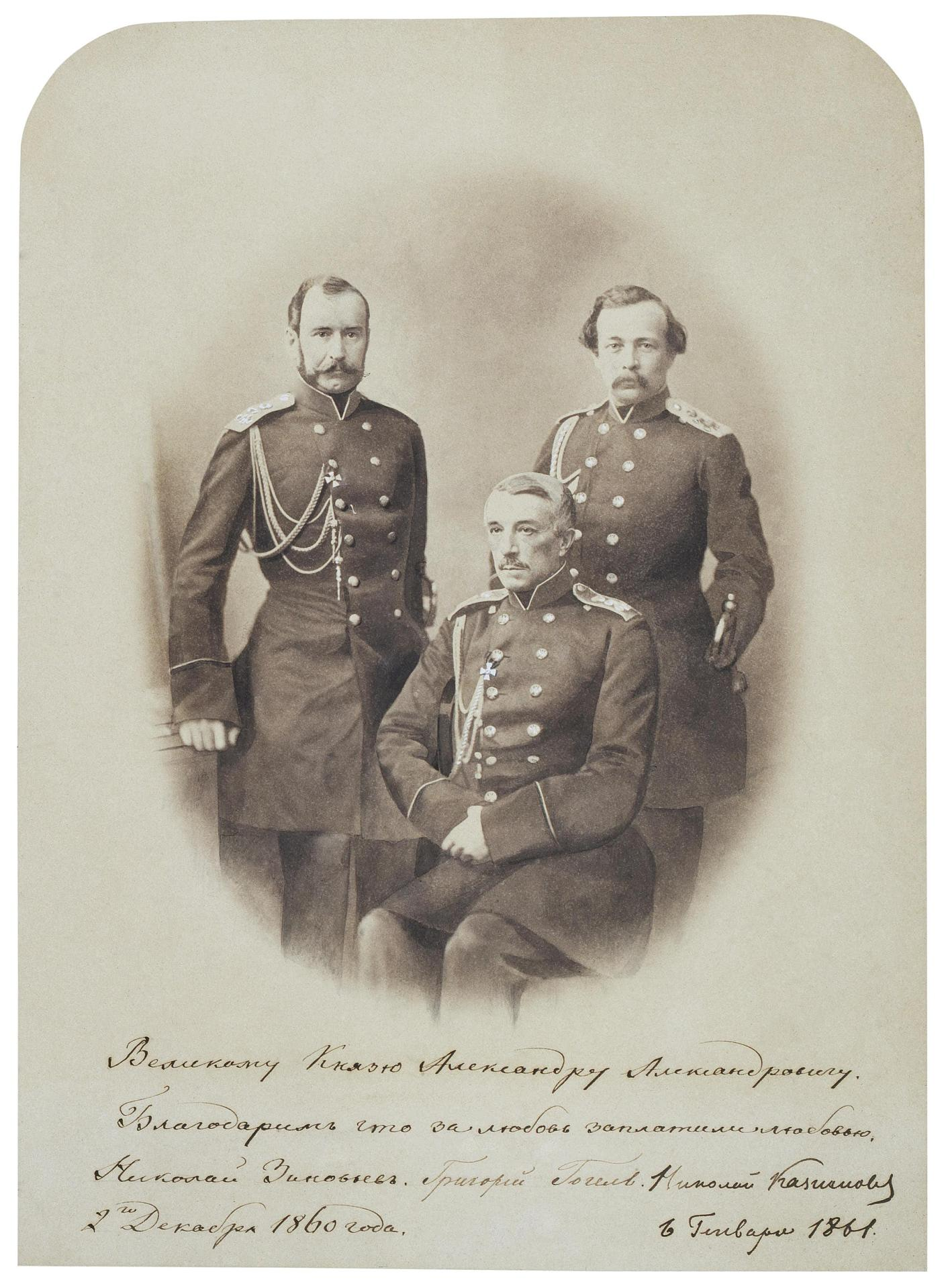
Портрет Николая Васильевича Зиновьева, Григория Федоровича Гогеля, Николая Геннадьевича Казнакова, 1860 (Государственный Эрмитаж (Санкт-Петербург)

Григорий Фёдорович Гогель (1808—1881) — воспитатель сыновей императора Александра II, управляющий Царскосельским дворцовым правлением и Царским Селом, генерал от инфантерии, генерал-адъютант.

## Биография

### Происхождение
Родился 22 июля (3 августа) 1808 года и был внуком уроженца германского герцогства Вюртемберг Георга-Генриха (Григория Григорьевича) Гогеля, поступившего в 1775 году на русскую службу, занимавшего в чине действительного статского советника пост обер-директора Московского Воспитательного дома и получившего в 1796 году диплом на потомственное дворянство. Отец и дяди Гогеля были видными генералами русской армии: генерал-лейтенант Фёдор Григорьевич Гогель за отличия в ходе наполеоновских войн был удостоен орденов Святого Георгия 4-й и 3-й степени; генерал-майор Андрей Григорьевич Гогель был директором Пажеского корпуса; генерал от артиллерии Иван Григорьевич Гогель — преемником брата во главе Пажеского корпуса, директором Военно-учебного комитета, известным военным писателем и педагогом.

### Ранняя служба
Получив образование в Пажеском корпусе (в годы директорства в нём И. Г. Гогеля), 25 июня 1827 года он был выпущен из камер-пажей с чином прапорщика в лейб-гвардии Волынский полк. С отличием участвуя в подавлении польского восстания в 1831 году (в том числе во взятии Варшавы), он по окончании боевых действий стал адъютантом начальника 3-й гвардейской пехотной дивизии Б. Х. Рихтера, после смерти которого осенью 1832 года вернулся в свой полк. С 28 сентября 1834 года был адъютантом командующего пехотой Гвардейского корпуса К. И. Бистрома. Был произведён в подпоручики (28 января 1832 года), поручики (25 июня 1832 года) и штабс-капитаны (28 января 1835 года) лейб-гвардии Волынского полка.
Успешная служба Гогеля на некоторое время прервалась из-за его дуэли с инженер-подполковником Е. Н. Шароном; по Высочайшему повелению он отбыл 3 месяца на гауптвахте и 19 апреля 1836 года был переведён тем же чином (штабс-капитан) в Низовский егерский полк. Уже в следующем году Гогель был прощён, переведён 4 сентября 1837 года обратно в лейб-гвардии Волынский полк, 30 марта 1841 года произведён в капитаны, а 30 ноября 1843 года занял должность помощника директора Института Корпуса инженеров путей сообщения с переименованием в подполковники; в следующем году был произведён в полковники.

### Воспитатель великих князей
6 декабря 1849 года император Николай I назначил Гогеля состоять при сыновьях цесаревича Александра Николаевича — великих князьях Николае, Александре и Владимире Александровичах, вновь переведя его при этом в лейб-гвардии Волынский полк. 30 августа 1852 года Гогель был пожалован во флигель-адъютанты, 26 ноября того же года произведён в генерал-майоры, 6 декабря 1854 года — зачислен в Свиту. В день коронации вступившего на престол Александра II 26 августа 1856 года Гогель был назначен генерал-адъютантом.
Выбор Гогеля на роль воспитателя великих князей (и прежде всего цесаревича Николая Александровича), был, по мнению современников, неудачен. Известный публицист и эмигрант князь П. В. Долгоруков писал о воспитателях цесаревича:

При нём были Николай Васильевич Зиновьев и Григорий Фёдорович Гогель, люди честные, но совершенно бездарные и вовсе не понимающие потребностей времени, не понимающие условий, необходимых в нашу эпоху для воспитания будущего властителя России … В 1860 году граф Строганов оказал цесаревичу двойную услугу, удалив от него генералов Зиновьева и Гогеля, людей честных, но отсталых представителей николаевской эпохи, и оставив при цесаревиче назначенного к нему ещё в 1858 году полковника Рихтера

Так же оценивал соответствие Гогеля возложенным на него обязанностям и официозный «Русский биографический словарь», издававшийся под наблюдением А. А. Половцова:

Первыми его воспитателями, начиная с 1849 года, были: генерал-адъютант Николай Васильевич Зиновьев, бывший директор Пажеского корпуса, с двумя помощниками — генерал-майором Гогелем и полковником Н. Г. Казнаковым. Определённой системы воспитания выработано не было, и не только эти первые наставники великого князя были люди, не похожие друг на друга по своим воззрениям и образованию, но и впоследствии воспитательная школа Цесаревича Николая Александровича была крайне разнообразна, и воспитателями были люди случайные … Гогель был хороший фронтовой офицер, имевший большое влияние на выправку великого князя и его младших братьев и в то же время проявлявший разумную заботливость об устройстве помещения для великих князей об их одежде и туалете, но совершенно неспособный влиять на их духовное развитие

### Поздний период службы
Удалённый от воспитания цесаревича по инициативе назначенного попечителем Николая Александровича графа С. Г. Строганова, Гогель остался близким к императорской семье человеком: 6 декабря 1860 года с производством в генерал-лейтенанты он был назначен помощником главноуправляющего Царским Селом, а 7 марта 1865 году занял пост управляющего Царскосельским дворцовым правлением и городом Царское Село. 30 августа 1869 года был произведён в генералы от инфантерии.
В 1877 году пожилой генерал был уволен от занимаемой должности с оставлением генерал-адъютантом и по армейской пехоте и предоставлением ему отпуска «до излечения болезни». Но к активной службе Гогель уже не смог вернуться, 17 (29) ноября 1881 года скончался в возрасте 73 лет (исключён из списков умершим 3 декабря) и был похоронен на кладбище села Большое Кузьмино близ Царского Села.

### Семья
Был женат на Софье Михайловне Степовой (27 марта 1819 — 20 мая 1888 года), дочери генерал-лейтенанта, член Адмиралтейств-совета М. Г. Степового. В раке родились:
- Григорий (24 февраля 1847—1910), по окончании Императорского училища правоведения служил по ведомству Министерства юстиции и в чине действительного статского советника занимал пост председателя Кашинского окружного суд, женат, сын Федор и дочь Любовь.
- Софья (21.02.1839 — 27.03.1869) умерла при жизни родителей.
- Евгения (22.01.1849-?)
- Ольга (25.09.1851 - ?), замужем за Владимиром  Михайловичем Неклюдовым (1844-1904), сын Владимир и дочь София.

## Награды
За свою службу Гогель получил многочисленные награды, в том числе ордена:
- Орден Святой Анны 3-й степени с бантом (1831 год)
- Орден Святого Владимира 4-й степени с бантом (1831 год)
- Польский знак отличия за военное достоинство (Virtuti Militari) 4-й степени (1831 год)
- Орден Святого Станислава 2-й степени (1835 год; Императорская корона к этому ордену пожалована в 1843 году)
- Орден Святой Анны 2-й степени (1846 год; Императорская корона к этому ордену пожалована в 1848 году)
- Орден Святого Георгия 4-й степени (26 ноября 1848 года, за беспорочную выслугу 25 лет в офицерских чинах, № № 7950 по кавалерскому списку Григоровича — Степанова)
- Орден Святого Владимира 3-й степени (1851 год)
- Орден Святого Станислава 1-й степени (1855 год)
- Орден Святой Анны 1-й степени с мечами (1858 год; Императорская корона к этому ордену пожалована в 1864 году)
- Орден Святого Владимира 2-й степени с мечами (1866 год)
- Орден Белого орла (1868 год)
- Орден Святого Александра Невского (16 апреля 1872 года; алмазные знаки этого ордена пожалованы 2 апреля 1877 года)
- Мекленбург-Шверинский большой крест ордена Венденской короны (1874 год)

Помимо орденов, Гогель получал многочисленные денежные награды, в 1864 году ему было пожаловано свыше 4300 десятин земли, а по случаю совершеннолетия цесаревича Николая Александровича в 1859 году «вместо аренды» назначено 3000 рублей серебром в год на 12 лет (впоследствии сумма была увеличена до 4000 рублей, а срок дважды продлевался, вплоть до конца его жизни).